# Kurt Hovelijnck
Kurt Hovelijnck (født 2. juni 1981) er en belgisk professionel landevejsrytter, som kører for det belgiske ProTour-hold Soudal Quick-Step.